# Сяртчигурт
Сяртчигурт — деревня в Увинском районе Удмуртии, входит в Кыйлудское сельское поселение. Находится в 26 км к юго-востоку от посёлка Ува и в 40 км к западу от Ижевска. Она расположена на реке Хыпсевайка.